# Katar (Syria)
Katar (arab. قطر) – wieś w Syrii, w muhafazie Aleppo. W 2004 roku liczyła 307 mieszkańców.